# パーム (単位)
1. シャフトメント (Shaftment)
2. ハンド (Hand)
3. パーム (Palm)
4. スパン (Span)
5. フィンガー (Finger)
6. ディジット (Digit)

パーム（英語 : palm, 「パーム」、フランス語 : palme, 「パルム」, paume, 「ポーム」、ラテン語 : palmus, 「パルムス」）は、ヤード・ポンド法の長さの単位である。手の平の幅（掌尺、しょうしゃく）を意味する。
- 1 パーム = 4 ディジット = 3 インチ = 7.62 センチメートル

イングランドにおいて「手の幅」を意味する単位はパームの他に「ハンド (hand)」「ハンドブレドス (handbreadth)」「ハンズブレドス (handsbreadth)」があり、これらはあまり厳密に区別されていなかった。なおハンドは1541年のヘンリー8世の法令によって1ハンド = 4インチと定められている。
パームは1824年のイギリス度量衡法によって定められた帝国単位から除外され、米国慣用単位にも含まれていない。
その他の手に由来する長さの単位
- ディジット（digit） = 1 / 4 パーム
- フィンガー（finger） = 7 / 24 パーム
- ハンド（hand） = 4 / 3 パーム
- シャフトメント（shaftment） = 2 パーム
- スパン（span） = 3 パーム
- キュビット（cubit） = 6 パーム
- エル（ell） = 15 パーム

## 古代ローマの長さの単位
| 古代ローマの長さの単位（英名） | ラテン語名 | ペース換算 | メートル換算 |
| ------------------------------ | ---------- | ---------- | ------------ |
| 1 ディジット（digit）          | digitus    | 1⁄16       | 0.0185 m     |
| 1 インチ（inch）               | uncia      | 1⁄12       | 0.0246 m     |
| 1 パーム（palm）               | palmus     | 1⁄4        | 0.074 m      |
| 1 ペース（foot）               | pes        | 1          | 0.296 m      |
| 1 キュビット（cubit）          | cubitus    | 1+1⁄2      | 0.444 m      |
| 1 ステップ（step）             | gradus     | 2+1⁄2      | 0.74 m       |
| 1 パッスス（pace）             | passus     | 5          | 1.48 m       |
| 1 パーチ（perch）              | pertica    | 10         | 2.96 m       |
| 1 アルパン（arpent）           | actus      | 120        | 35.5 m       |
| 1 スタディオン（stadium）      | stadium    | 625        | 185 m        |
| 1 マイル（mile）               | milliarium | 5,000      | 1,480 m      |
| 1 リーグ（league）             | leuga      | 7,500      | 2,220 m      |